# Эстрада (павильон)

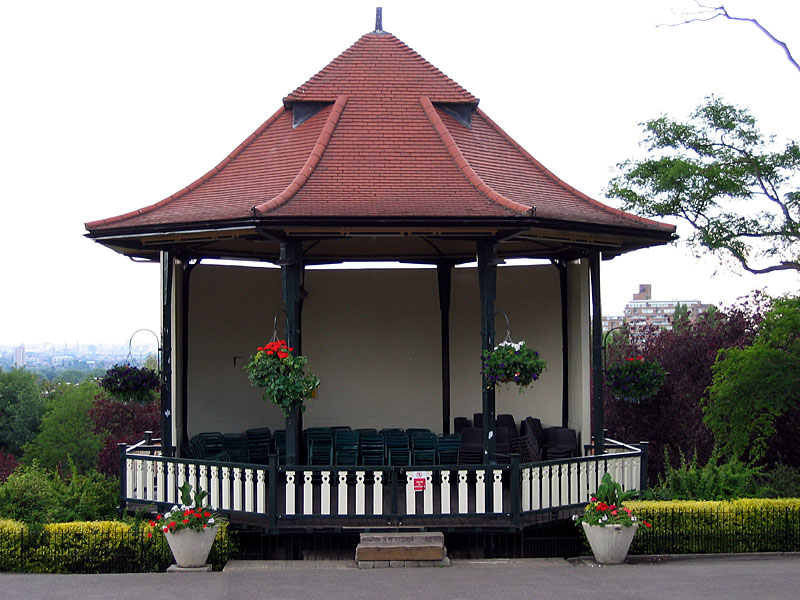
Эстрада 1912 года постройки на территории лондонского музея Хорнимана (англ.)

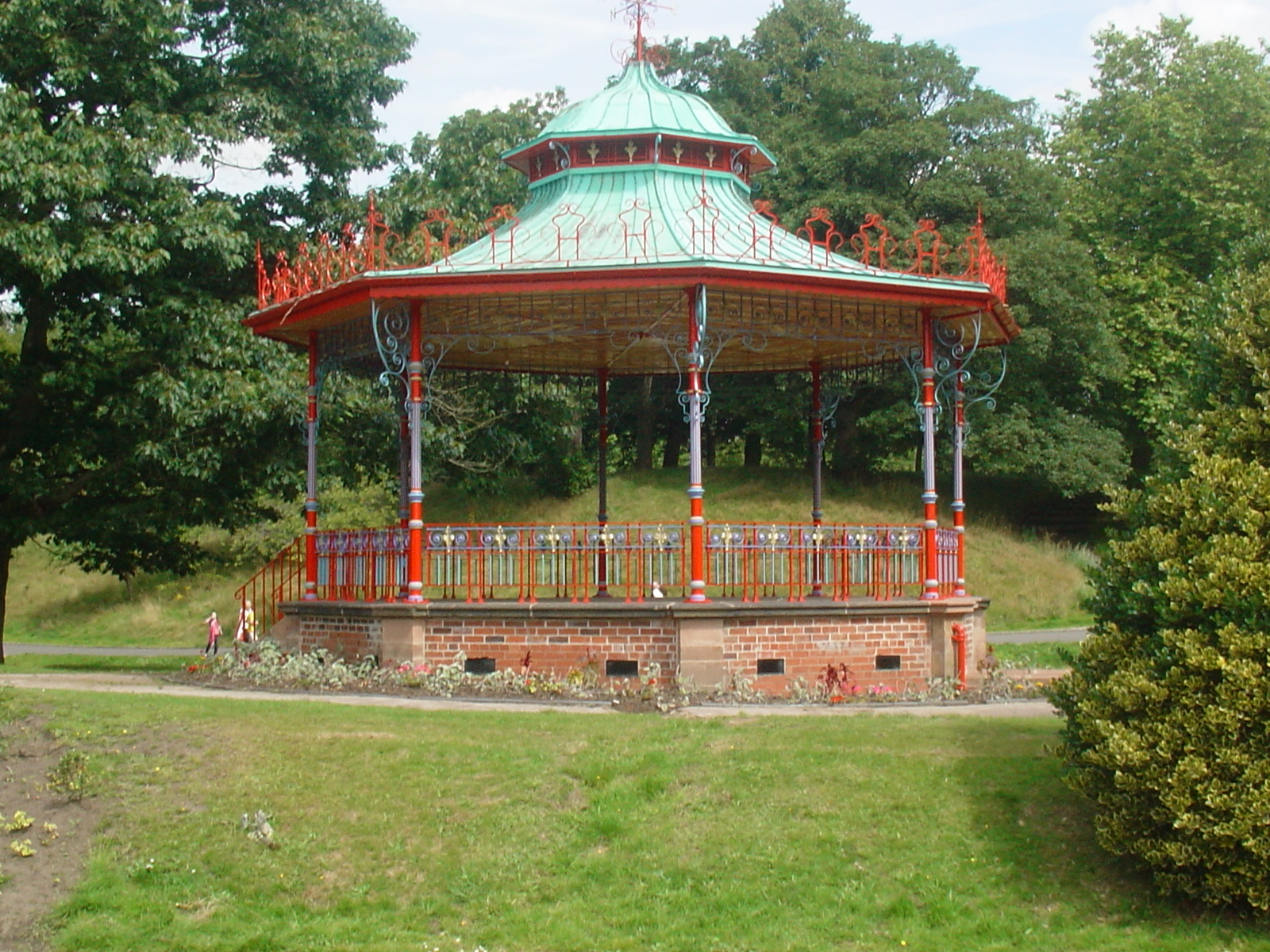
Эстрада в Сефтон-парке, Ливерпуль

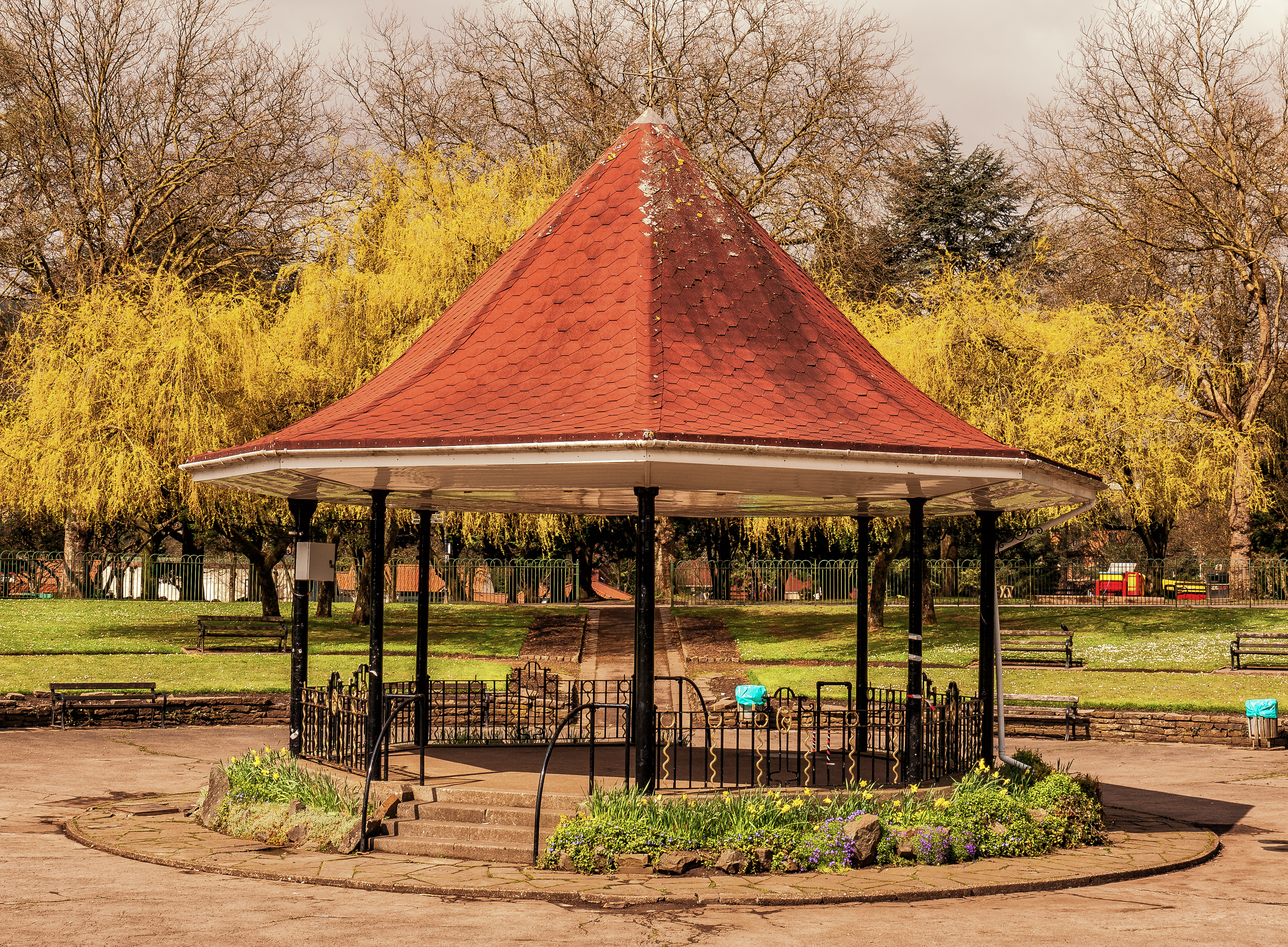
Эстрада в парке городка Понтиприт, Уэльс

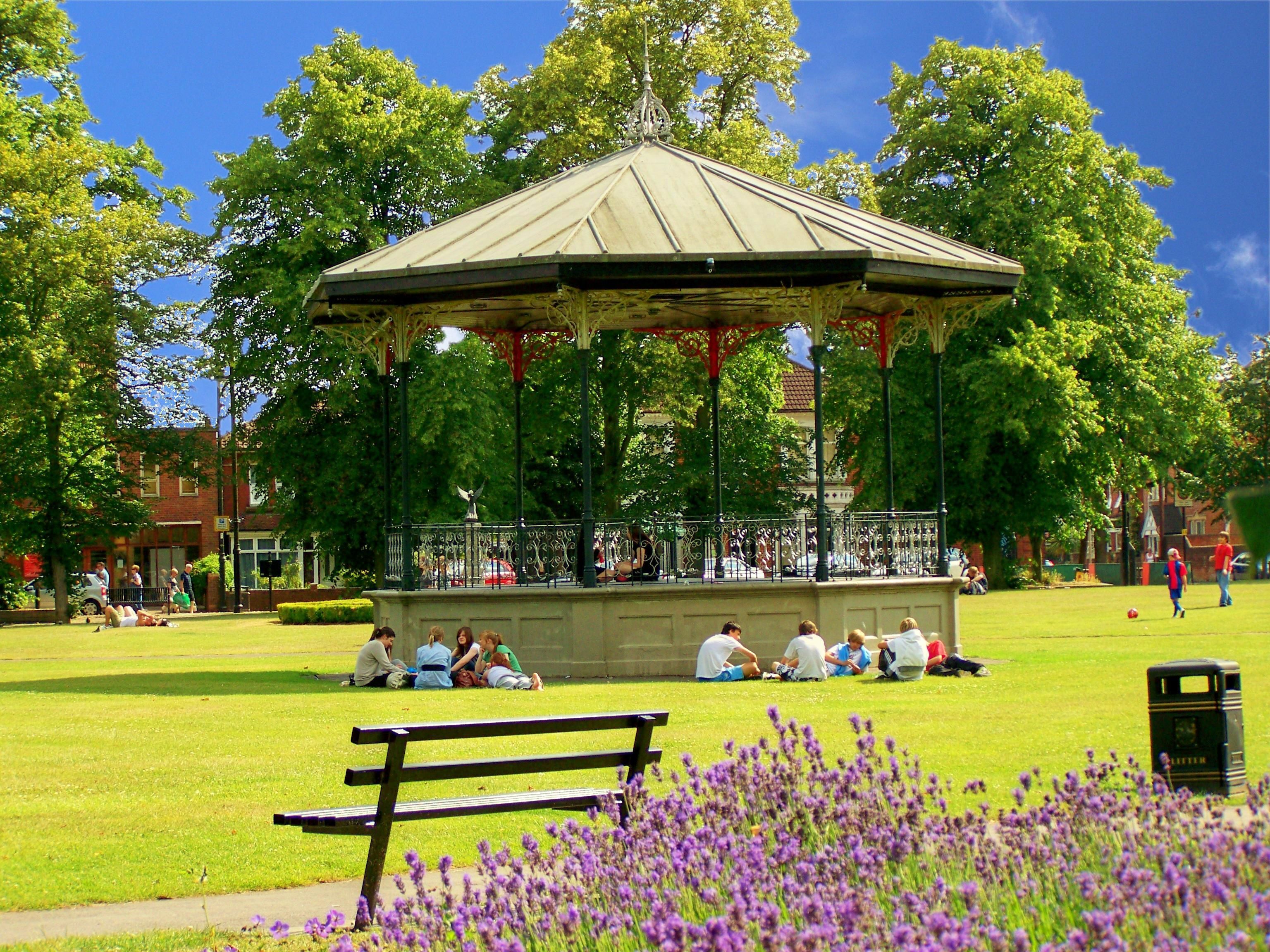
Викторианская эстрада в Истли, Гэмпшир, Англия

Эстра́да (от фр. estrade, «подмостки, помост»), эстрадный павильон (иногда музыкальный киоск), — разновидность сценических подмостков для различного рода выступлений.
Эстрада представляет собой беседку или отражающую раковину, предназначенную для выступления оркестра (духового или симфонического) в помещении или на открытом воздухе, чаще всего в парке.

## Эстрады по странам

### В России
В Российской империи эстрады до революции широко использовались в городских публичных парках. В советские годы эта традиция была продолжена, однако, чаще речь шла просто о парковых сценах (помостах), иногда об отражающих раковинах и сравнительно редко — собственно об эстрадах. В 1990-е годы большинство российских публичных парков пришли в запустение, а сцены подверглись вандализму и не использовались. В 2010-е годы началось масштабное восстановление городских парков, особенно в крупных городах, например в Москве. Сегодня в московских городских парках по праздничным дням регулярно проводятся концерты, однако, для этого как правило используются либо стационарные деревянные (летний театр, певческое поле) либо каркасные сборно-разборные сцены.

### В Великобритании
В Великобритании мода на беседки-эстрады распространилась в викторианскую эпоху, тогда же, когда стали в больших количествах создаваться общедоступные публичные парки. Первые эстрадные павильоны в Великобритании были построены в садах Королевского садоводческого общества в Южном Кенсингтоне (Лондон) в 1861 году, а уже к концу XIX столетия стали рассматриваться, как обязательный атрибут публичного парка.
Во второй половине XX века, в связи с ростом популярности новых видов развлечений (в первую очередь, кинотеатров и рок-музыки) эстрады стали приходить в упадок. В период с 1979 по 2001 год более половины из 438 эстрад в исторических парках по всей Великобритании были снесены, пришли в запустение, подверглись вандализму или же не использовались. В конце 1990-х годов благотворительный фонд Британской национальной лотереи начал программу восстановления исторических эстрад по всей Британии. В результате, за несколько лет было отреставрировано или заменено новоделами 80 эстрад. Общая стоимость программы благоустройства публичных парков, которая была организована фондом и включала в себя благоустройство эстрад, но не только, за 14 лет с 1996 по 2010 год составил 500 миллионов фунтов.
Особняком среди британских эстрад стоит Мемориальная эстрада Дила, которая была открыта в 1993 году, как памятник одиннадцати музыкантам, погибшим в результате взрыва казарм Дила за четыре года до того.

### В США
Примерно аналогичной была история эстрадных павильонов и в США. В этой стране они обрели широкую популярность после окончания американской Гражданской войны (то есть тогда же, когда и в Англии). После Второй мировой войны интерес к ним начал падать. Однако, некоторые эстрады, в особенности построенные по проектам архитектора Фрэнка Ллойда Райта и его сына, Ллойда Райта, считаются исторически ценными и включены в Национальный реестр исторических мест США.
Менее ценные эстрады в США зачастую сносятся для замены на новые, в целях удобства практического использования. Во многих местах на одном и том же месте последовательно стояли 3 или 4 разных эстрады. Из-за этой практики важно сохранять открытки и фотографии более ранних построек как интересный исторический документ.